# 大友親頼
大友 親頼（おおとも ちかより）は、室町時代から戦国時代にかけての武士。大友氏15代当主大友親繁の七男。号は神十郎。
親頼の三男親政は今川氏に仕え駿河国駿東郡長久保を領して長久保氏を称した。